# 산외초등학교 (충북)
산외초등학교는 대한민국 충청북도 보은군에 있는 공립 초등학교이다.

## 학교 연혁
- 1926년 4월 20일: 산외공립보통학교 개교
- 1992년 3월 1일: 산대분교장 통폐합
- 2002년 3월 1일: 장갑분교장 통폐합
- 2026년 3월 1일: 타학교의 분교로 통폐합 예정

## 참고 자료
- 산외초등학교 - 한국교육학술정보원 학교알리미